# Kleptochthonius sheari
Espèce
Kleptochthonius sheari est une espèce de pseudoscorpions de la famille des Chthoniidae.

## Distribution
Cette espèce est endémique des États-Unis. Elle se rencontre en Virginie-Occidentale, en Pennsylvanie et en Virginie.

## Description
Le mâle holotype mesure 2,09 mm, les mâles mesurent de 1,93 à 2,16 mm et les femelles de 1,92 à 2,71 mm.

## Étymologie
Cette espèce est nommée en l'honneur de William A. Shear.

## Publication originale
- Muchmore, 1994 : Three unusual new epigean species of Kleptochthonius (Pseudoscorpionida: Chthoniidae). Jeffersoniana, no 6, p. 1-13 (texte intégral).